# Temor de Dios

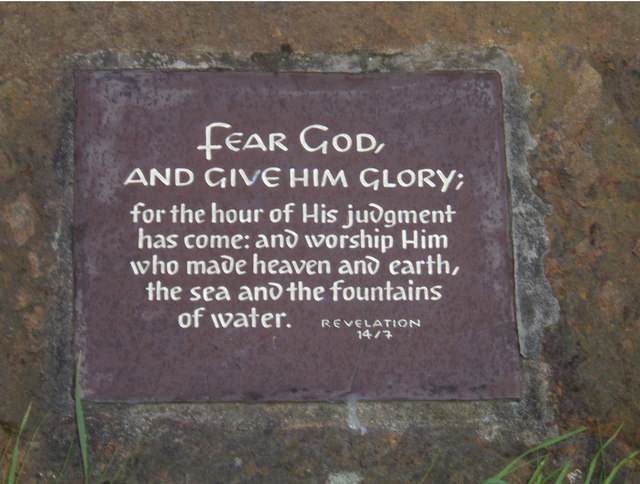
Placa en Bailton, Reino Unido. Traducción: «Temed a Dios y glorificadle, pues la hora de su juicio ha llegado: y adorad a Aquel que creó los cielos y la tierra, el mar y las fuentes de agua».

El temor de Dios se refiere al miedo o un sentido específico de respeto, asombro y sumisión a una deidad. En ese sentido, muchos religiosos «temen» a la Justicia divina, al Juicio Final, al infierno o la omnipotencia.

## Antigua Grecia
En la religión de la Antigua Grecia, el concepto de «temor de dios» viene expresado con la palabra deisidaimonía. La deisidaimonía tenía una valoración negativa para la sociedad griega, como opuesta a la eulabeia o precaución, y se la consideraba producto de una fe excesiva. En un período tardío se tradujo el vocablo al latín como superstitio, con el sentido de «nerviosismo religioso» y en relación con el griego ékstasis (éxtasis). Así, deisidaimonía fue empleada por Teofrasto en sus Caracteres para describir la figura del «supersticioso», mientras que Aristóteles (en la Política) sostenía que el tirano debe intentar aparecer en público como deisidaímon (temeroso de la divinidad o sumiso a los dioses), pero sin exageración.

## Judaísmo
La primera mención del temor de Dios en la Biblia hebrea es en Génesis 22:12, cuando a Abraham se le pide que deposite su confianza en Dios en el sacrificio de Isaac: «Continuó el Ángel: "No alargues tu mano contra el niño, ni le hagas nada, que ahora ya sé que eres temeroso de Dios, ya que no me has negado tu hijo, tu único"». En Isaías 11:1-3, el profeta describe el vástago que florecerá del tronco de Jesé y menciona: «Reposará sobre él el espíritu de Yahvé: espíritu de consejo y fortaleza, espíritu de ciencia y temor de Yahvé. Y se inspirará en el temor de Yahvé». En Proverbios 9:10 se dice que «el comienzo de la sabiduría es el temor de Yahvé, conocer al Santo es inteligencia». Las palabras hebreas  יִרְאַ֣ת (yir’aṯ) y פַּחַד (p̄aḥaḏ) se utilizan comúnmente para describir el miedo a Dios.
Ibn Paquda menciona dos tipos de temor: uno más bajo, el temor de ser castigado, y otro más elevado, el miedo ante la gloria divina. Abraham ibn Daud diferencia entre el miedo al daño —análogo al miedo a la mordida de una serpiente o a un castigo del rey— y miedo ante la grandeza, comparable al respeto ante una persona excelsa que no nos hará daño. Maimónides categorizó el temor de Dios como un mandamiento positivo, como el sentimiento de la insignificancia humana derivada de la contemplación de «las creaciones y las acciones de Dios, grandes y maravillosas».
Según Rudolf Otto, en el Antiguo Testamento la asociación entre lo santo y lo «tremendo», es decir, aquello que produce temor, es común desde la palabra hiq’disch, «santificar una cosa en su corazón», que implica «distinguirla por el sentimiento de un pavor peculiarísimo, que no se confunde con ninguna otra clase de pavor». Por eso la expresión «temor de Dios» se vuelve frecuente, por ejemplo en el Éxodo y en el Libro de Job.

## Cristianismo
Desde la perspectiva teológica, el «temor de Dios» incluye más que el simple miedo. Según Robert B. Strimple «se da una convergencia de sobrecogimiento, reverencia, adoración, honor, devoción, confianza, agradecimiento, amor y sí, miedo». En el Magnificat (Lc. 1:46-55) María exclama: «Y su misericordia alcanza de generación en generación a los que le temen» (Lc. 1:50). En la parábola del juez inicuo y la viuda importuna (Lc. 18:1-8) Jesús describe al juez como un hombre que «ni temía a Dios ni respetaba a los hombres» (Lc. 18:2). Algunas traducciones al inglés de la Biblia, como la Nueva Versión Internacional (NIV) suelen reemplazar la palabra «temor» (fear) por «reverencia» (reverence). También puede hacer referencia al temor ante el juicio divino.
En el Nuevo Testamento, este temor está descrito con la palabra griega φόβος (fóbos, «miedo», «horror»), excepto en 1 Timoteo 2:10, donde Pablo se refiere a las γυναιξὶν ἐπαγγελλομέναις θεοσέβειαν, («mujeres que profesan el temor de Dios») con la palabra θεοσέβεια (theosébeia), traducido por el diccionario de Henry George Liddell y Robert Scott A Greek-English Lexicon como «servicio o temor de Dios».
El predicador dominico Esteban de Borbón sistematizó en el siglo XIII lo que denominó el «don del temor». En su Tratado de Predicación (c. 1250), Esteban dedicó toda una parte del mismo a describir las cualidades y utilidad del temor para los cristianos, del cual distinguió varios tipos: temor de Dios, del infierno, del purgatorio, del juicio final, de la muerte, del pecado y del peligro presente.

### Catolicismo
La Iglesia católica considera el temor de Dios como uno de los dones del Espíritu Santo. En la Enciclopedia Católica, Jacques Forget explica que este don «nos llena de un soberano respeto por Dios y nos hace temer, por encima de todo, ofenderlo». En un artículo de abril de 2006 publicado en la revista Inside the Vatican, John Mallon escribió que el temor, en «temor de Dios» se malinterpreta como «miedo servil» —el miedo a meterse en problemas—, pero que en realidad debería ser visto como «temor filial» —el miedo de ofender a alguien a quien uno ama—.
En una audiencia general en junio de 2014 el papa Francisco dijo que «el temor del Señor, el don del Espíritu Santo, no significa tener miedo de Dios, dado que sabemos que Dios es nuestro Padre, que siempre nos ama y nos perdona [...]. No es miedo servil, es tomar conciencia con alegría de la grandeza de Dios y darnos cuenta con gratitud que solo en Él nuestros corazones encuentran verdadera paz».

### Protestantismo
Según el pastor evangélico Jerry Bridges «existió un tiempo en el que los cristianos comprometidos eran conocidos como temerosos de Dios. Era un distintivo de honor».
El teólogo luterano Rudolf Otto acuñó el término «numinoso» para expresar el tipo de miedo que se podría sentir por Dios. Lo numinoso es el sentimiento religioso por excelencia, frente al mysterium tremendum y que produce en uno el «sentimiento de criatura», es decir, el de la dependencia absoluta. Otto lo asocia con el miedo y la conmoción que provoca la experiencia religiosa. El escritor anglicano C. S. Lewis hace referencia al término en varias de sus obras, pero lo describe específicamente en su libro El problema del dolor y afirma que el miedo ante lo numinoso no es el mismo que uno sentiría frente a un tigre o un fantasma. Más bien, el miedo a lo numinoso, como lo describe C. S. Lewis, está repleto de asombro, en el que uno «siente sorpresa y una especie de encogimiento» o «un sentimiento de incompetencia para lidiar con tal aparición y de postración ante ella». Es un miedo que surge del amor por el Señor.

## Bahaísmo
En el bahaísmo, «el corazón debe estar santificado de cada forma de egoísmo y lujuria, porque las armas de los unitarios y de los santos fueron y son el temor de Dios».

## Hinduismo
En la Bhagavad Gita existe un ejemplo del sentimiento de lo numinoso y del temor de Dios: la contemplación de la forma cósmica de Krishna, en la que Arjuna ve todo el universo a través de él, en el capítulo XI. La visión, según Jacqueline Mariña, muestra el carácter misterioso de lo sagrado, algo que nos deja sin palabras y llena de un asombro absoluto. En palabras de la autora: «Esta imagen muestra el poder absoluto de lo divino sobre todos los seres finitos. Este poder [el de Krishna] es, sin embargo, como una fuerza de la naturaleza; es una energía que todo lo consume, su horrorosa indiferencia hacia los propósitos humanos demostrada por el hecho de que consume mundos enteros que contienen tanto el bien como el mal». Y aunque el héroe guerrero solicita comprender la visión que le ha sido dada, ello no le es concedido, sino que debe permanecer incomprensible para él.

## Visiones alternativas
Los autores Boyd C. Purcell y Sam Harris, ateo, compararon las doctrinas que promovían el temor de Dios con el síndrome de Estocolmo, en el que los rehenes sienten una conexión y un afecto por aquellos que los capturaron.